# Roeselare
Roeselare (Roulers em francês) é um município belga da província de Flandres Ocidental. O município é constituído pela cidade de  Roeselare e pelas vilas de  Beveren, Oekene e Rumbeke. 
A 1 de Julho de 2006, o município de Roeselare tinha 56.012 habitantes, uma área de km² a que correspondia uma densidade populacional de 937 habitantes por km² 
O nome da cidade deriva de duas palavras antigas do alemão significando “junco” e “espaço aberto”, por exemplo, um pântano numa clareira de floresta . O seminário de Roeselare foi famoso por ter hospedado dois poetas flamengos Guido Gezelle e  Albrecht Rodenbach.  A cidade também é sede da fábrica da cervejaria Rodenbach.

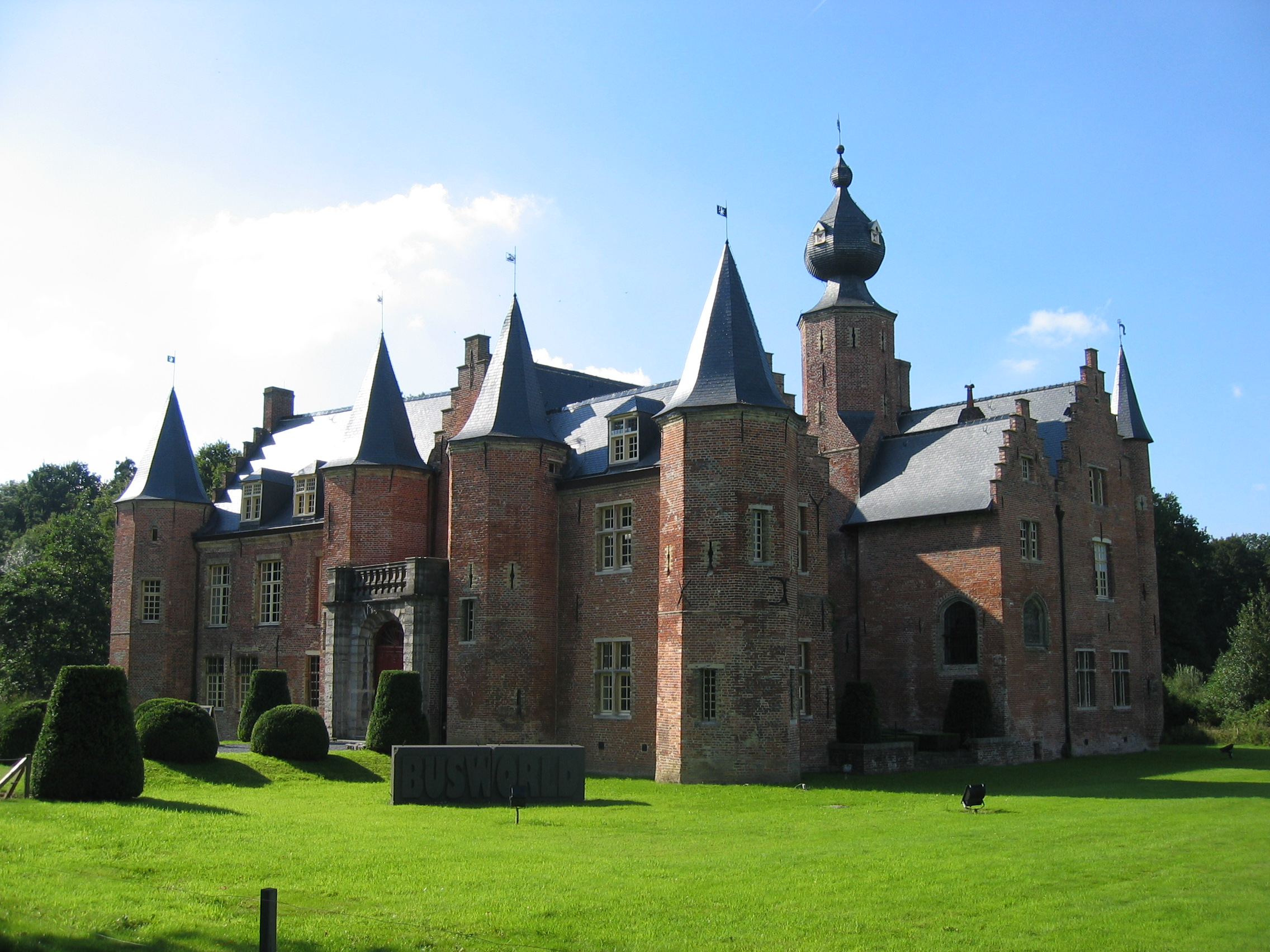
Castelo de Rumbeke

## Economia
A cidade é famosa desde o século XII pelas suas manufaturas/manufacturas têxteis.

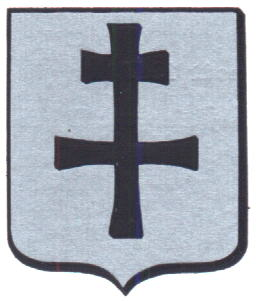
Cota de armas da cidade de Roeselare

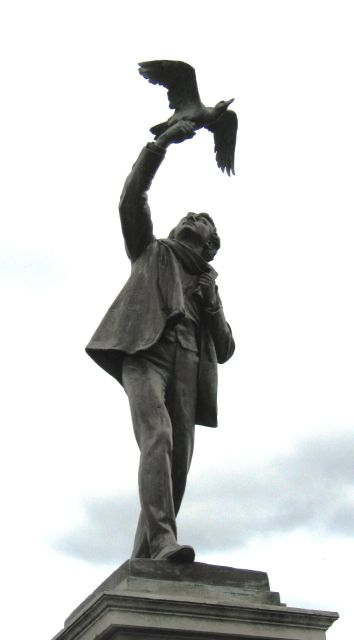
Estátua do poeta Albrecht Rodenbach, em Roeselare

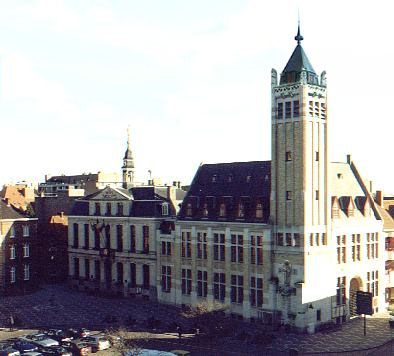
Edifício da praça principal da cidade em estilo rocócó

## Lugares a visitar
- Edifício no centro da praça principal em estilo rococó.
- O sino da torre, Património Mundial da UNESCO do edifício anterior.
- Castelo de Rumbeke em estilo renascentista, datado de 1538, no meio da floresta de Sterrebos.
- Cervejaria de Rodenbach, fundada em 1821.
- Um Museu da bicicleta.

## Desporto
Roeselare é a sede a equipa de futebol  K.S.V. Roeselare que participa na  Liga belga de Futebol desde  since 2005-2006.